# 朱友讓
朱友讓，五代十国後梁皇族，初代太祖皇帝朱全忠义子，本名不明，行辈称「李七郎」。
原为汴州（開封）豪商，与朱全忠结交，被收为义子，有家僮高季興（荊南（南平）国始祖武信王）、董璋和养子孔循，朱全忠命朱友讓收高季興为义子。一说他就是朱友恭。

## 相关传记
- 《新五代史》南平世家